# Komunální volby v Grónsku 2021
Komunální volby v Grónsku v roce 2021 se konaly dne 6. dubna 2021 do pěti obecních zastupitelstev. Volby vyhrála strana Inuitské společenství, čímž nahradila v pozici vítěze stranu Siumut, která zvítězila ve volbách v roce 2017. Ve stejný den se konaly parlamentní volby v roce 2021 spolu s volbami do okresních rad a farností.

## Výsledky

### Celkové výsledky
| Celkové výsledky – účast 63.8% (▲2.7%) | Celkové výsledky – účast 63.8% (▲2.7%) | Celkové výsledky – účast 63.8% (▲2.7%) | Celkové výsledky – účast 63.8% (▲2.7%) | Celkové výsledky – účast 63.8% (▲2.7%) | Celkové výsledky – účast 63.8% (▲2.7%) | Celkové výsledky – účast 63.8% (▲2.7%) |
| Strana                                 | Strana                                 | Počet hlasů                            | Počet hlasů                            | Počet hlasů                            | Křesla                                 | Křesla                                 |
| Strana                                 | Strana                                 | Počet                                  | %                                      | Změna                                  | Počet                                  | Změna                                  |
| -------------------------------------- | -------------------------------------- | -------------------------------------- | -------------------------------------- | -------------------------------------- | -------------------------------------- | -------------------------------------- |
|                                        | Inuit Ataqatigiit                      | 9,822                                  | 37.6%                                  | ▲5.2%                                  | 32                                     | ▲6                                     |
|                                        | Siumut                                 | 9,454                                  | 36.2%                                  | ▼5.3%                                  | 31                                     | ▼ 8                                    |
|                                        | Partii Naleraq                         | 2,794                                  | 10.7%                                  | ▲6.1%                                  | 8                                      | ▲ 5                                    |
|                                        | Atassut                                | 1,942                                  | 7.4%                                   | ▼ 4.4%                                 | 6                                      | ▼ 3                                    |
|                                        | Demokraté                              | 1,800                                  | 6.9%                                   | ▼ 1.3%                                 | 4                                      | ▬                                      |
|                                        | Nunatta Qitornai                       | 243                                    | 0.9%                                   | Nová                                   | 0                                      | Nová                                   |
|                                        | Ostatní                                | 43                                     | 0.2%                                   | Nová                                   | 0                                      | Nová                                   |
|                                        | Prázdné lístky                         | 518                                    |                                        |                                        |                                        |                                        |
| Celkem                                 | Celkem                                 | 26,691                                 | 100.0%                                 |                                        | 81                                     |                                        |

### Výsledky v jednotlivých krajích
| Výsledky v kraji Avannaata (Počet voličů: 7,845) - Účast: 69.5% | Výsledky v kraji Avannaata (Počet voličů: 7,845) - Účast: 69.5% | Výsledky v kraji Avannaata (Počet voličů: 7,845) - Účast: 69.5% | Výsledky v kraji Avannaata (Počet voličů: 7,845) - Účast: 69.5% | Výsledky v kraji Avannaata (Počet voličů: 7,845) - Účast: 69.5% | Výsledky v kraji Avannaata (Počet voličů: 7,845) - Účast: 69.5% |  |
| Strana                                                          | Strana                                                          | Počet hlasů                                                     | Počet hlasů                                                     | Mandáty                                                         | Mandáty                                                         |  |
| Strana                                                          | Strana                                                          | Počet                                                           | %                                                               | Počet                                                           | Změna                                                           |  |
| --------------------------------------------------------------- | --------------------------------------------------------------- | --------------------------------------------------------------- | --------------------------------------------------------------- | --------------------------------------------------------------- | --------------------------------------------------------------- |  |
|                                                                 | Siumut                                                          | 2,519                                                           | 46.7%                                                           | 9                                                               | ▬                                                               |  |
|                                                                 | Inuit Ataqatigiit                                               | 920                                                             | 17.1%                                                           | 3                                                               | ▲ 1                                                             |  |
|                                                                 | Naleraq                                                         | 659                                                             | 12.2%                                                           | 2                                                               | ▬                                                               |  |
|                                                                 | Atassut                                                         | 656                                                             | 12.2%                                                           | 2                                                               | ▼ 1                                                             |  |
|                                                                 | Demokraté                                                       | 520                                                             | 9.6%                                                            | 1                                                               | ▬                                                               |  |
|                                                                 | Nunatta Qitornai                                                | 121                                                             | 2.2%                                                            | 0                                                               | Nová                                                            |  |
| Platné hlasy (Prázdné lístky)                                   | Platné hlasy (Prázdné lístky)                                   | 5,395 (61)                                                      |                                                                 |                                                                 |                                                                 |  |

| Výsledky v kraji Kujalleq (Počet voličů: 4,832) - Účast 70.1% | Výsledky v kraji Kujalleq (Počet voličů: 4,832) - Účast 70.1% | Výsledky v kraji Kujalleq (Počet voličů: 4,832) - Účast 70.1% | Výsledky v kraji Kujalleq (Počet voličů: 4,832) - Účast 70.1% | Výsledky v kraji Kujalleq (Počet voličů: 4,832) - Účast 70.1% | Výsledky v kraji Kujalleq (Počet voličů: 4,832) - Účast 70.1% |
| Strana                                                        | Strana                                                        | Počet hlasů                                                   | Počet hlasů                                                   | Mandáty                                                       | Mandáty                                                       |
| Strana                                                        | Strana                                                        | Počet                                                         | %                                                             | Počet                                                         | Změna                                                         |
| ------------------------------------------------------------- | ------------------------------------------------------------- | ------------------------------------------------------------- | ------------------------------------------------------------- | ------------------------------------------------------------- | ------------------------------------------------------------- |
|                                                               | Inuit Ataqatigiit                                             | 1,726                                                         | 52.3%                                                         | 8                                                             | ▲ 3                                                           |
|                                                               | Siumut                                                        | 1,365                                                         | 41.4%                                                         | 6                                                             | ▼ 3                                                           |
|                                                               | Atassut                                                       | 207                                                           | 6.3%                                                          | 1                                                             | ▬                                                             |
| Platné hlasy (Prázdné lístky)                                 | Platné hlasy (Prázdné lístky)                                 | 3,298 (90)                                                    |                                                               |                                                               |                                                               |

| Výsledky v kraji Qeqertalik (Počet voličů: 4,681) - Účast 70.0% | Výsledky v kraji Qeqertalik (Počet voličů: 4,681) - Účast 70.0% | Výsledky v kraji Qeqertalik (Počet voličů: 4,681) - Účast 70.0% | Výsledky v kraji Qeqertalik (Počet voličů: 4,681) - Účast 70.0% | Výsledky v kraji Qeqertalik (Počet voličů: 4,681) - Účast 70.0% | Výsledky v kraji Qeqertalik (Počet voličů: 4,681) - Účast 70.0% |
| Strana                                                          | Strana                                                          | Počet hlasů                                                     | Počet hlasů                                                     | Mandáty                                                         | Mandáty                                                         |
| Strana                                                          | Strana                                                          | Počet                                                           | %                                                               | Počet                                                           | Změna                                                           |
| --------------------------------------------------------------- | --------------------------------------------------------------- | --------------------------------------------------------------- | --------------------------------------------------------------- | --------------------------------------------------------------- | --------------------------------------------------------------- |
|                                                                 | Inuit Ataqatigiit                                               | 1,745                                                           | 54.1%                                                           | 9                                                               | ▲2                                                              |
|                                                                 | Siumut                                                          | 839                                                             | 26.0%                                                           | 4                                                               | ▼3                                                              |
|                                                                 | Demokraté                                                       | 287                                                             | 8.9%                                                            | 1                                                               | ▲1                                                              |
|                                                                 | Atassut                                                         | 263                                                             | 8.2%                                                            | 1                                                               | ▬                                                               |
|                                                                 | Naleraq                                                         | 47                                                              | 1.5%                                                            | 0                                                               | ▬                                                               |
|                                                                 | Ostatní                                                         | 43                                                              | 1.3%                                                            | 0                                                               |                                                                 |
| Platné hlasy (Prázdné lístky)                                   | Platné hlasy (Prázdné lístky)                                   | 3,224 (54)                                                      |                                                                 |                                                                 |                                                                 |

| Výsledky v kraji Qeqqata (Počet voličů: 6,906) - Účast 66.0% | Výsledky v kraji Qeqqata (Počet voličů: 6,906) - Účast 66.0% | Výsledky v kraji Qeqqata (Počet voličů: 6,906) - Účast 66.0% | Výsledky v kraji Qeqqata (Počet voličů: 6,906) - Účast 66.0% | Výsledky v kraji Qeqqata (Počet voličů: 6,906) - Účast 66.0% | Výsledky v kraji Qeqqata (Počet voličů: 6,906) - Účast 66.0% |
| Strana                                                       | Strana                                                       | Počet hlasů                                                  | Počet hlasů                                                  | Mandáty                                                      | Mandáty                                                      |
| Strana                                                       | Strana                                                       | Počet                                                        | %                                                            | Počet                                                        | Změna                                                        |
| ------------------------------------------------------------ | ------------------------------------------------------------ | ------------------------------------------------------------ | ------------------------------------------------------------ | ------------------------------------------------------------ | ------------------------------------------------------------ |
|                                                              | Siumut                                                       | 1,814                                                        | 40.3%                                                        | 6                                                            | 2                                                            |
|                                                              | Naleraq                                                      | 1,135                                                        | 25.2%                                                        | 4                                                            | 3                                                            |
|                                                              | Inuit Ataqatigiit                                            | 949                                                          | 21.1%                                                        | 3                                                            |                                                              |
|                                                              | Atassut                                                      | 538                                                          | 12.0%                                                        | 2                                                            | 1                                                            |
|                                                              | Demokraté                                                    | 61                                                           | 1.4%                                                         | 0                                                            |                                                              |
| Platné hlasy (Prázdné lístky)                                | Platné hlasy (Prázdné lístky)                                | 4,497 (64)                                                   |                                                              |                                                              |                                                              |

| Výsledky v kraji Sermersooq (Počet voličů: 17,428) - Účast 57.0% | Výsledky v kraji Sermersooq (Počet voličů: 17,428) - Účast 57.0% | Výsledky v kraji Sermersooq (Počet voličů: 17,428) - Účast 57.0% | Výsledky v kraji Sermersooq (Počet voličů: 17,428) - Účast 57.0% | Výsledky v kraji Sermersooq (Počet voličů: 17,428) - Účast 57.0% | Výsledky v kraji Sermersooq (Počet voličů: 17,428) - Účast 57.0% |
| Strana                                                           | Strana                                                           | Počet hlasů                                                      | Počet hlasů                                                      | Mandáty                                                          | Mandáty                                                          |
| Strana                                                           | Strana                                                           | Počet                                                            | %                                                                | Počet                                                            | Změna                                                            |
| ---------------------------------------------------------------- | ---------------------------------------------------------------- | ---------------------------------------------------------------- | ---------------------------------------------------------------- | ---------------------------------------------------------------- | ---------------------------------------------------------------- |
|                                                                  | Inuit Ataqatigiit                                                | 4,482                                                            | 46.3%                                                            | 9                                                                |                                                                  |
|                                                                  | Siumut                                                           | 2,917                                                            | 30.1%                                                            | 6                                                                |                                                                  |
|                                                                  | Naleraq                                                          | 953                                                              | 9.8%                                                             | 2                                                                | 2                                                                |
|                                                                  | Demokraté                                                        | 932                                                              | 9.6%                                                             | 2                                                                | 1                                                                |
|                                                                  | Atassut                                                          | 278                                                              | 2.9%                                                             | 0                                                                | 1                                                                |
|                                                                  | Nunatta Qitornai                                                 | 122                                                              | 1.3%                                                             | 0                                                                | New                                                              |
| Platné hlasy (Prázdné lístky)                                    | Platné hlasy (Prázdné lístky)                                    | 9,684 (249)                                                      |                                                                  |                                                                  |                                                                  |

## Změny starostů
| Odcházející a noví starostové |                     |              |            |                     |
| Kraj                          | Před volbami        | Před volbami | Po volbách | Po volbách          |
| Kujalleq                      | Kirsten P. Isaksen  |              |            | Stine Egede         |
| Avannaata                     | Palle Jeremiassen   |              |            | Palle Jeremiassen   |
| Qeqertalik                    | Ane Hansen          |              |            | Ane Hansen          |
| Qeqqata                       | Malik Berthelsen    |              |            | Malik Berthelsen    |
| Sermersooq                    | Charlotte Ludvigsen |              |            | Charlotte Ludvigsen |